# Пам'ятник винахідникам гасової лампи
Пам'ятник винахідникам гасової лампи — пам'ятник, що присвячений двом видатним львів'янам: Яну Зегу та Ігнасію Лукасевичу. Автор скульптурної композиції (2008 рік) — Володимир Цісарик.

## Опис

«Пам'ятник винахідникам гасової лампи»

Розташований пам'ятник біля входу в ресторан «Гасова лямпа», що на вулиці Вірменській. Незворушний Ян Зег сидить на бронзовому стільчику за столом, (шухлядка якого відсувається і куди можна лишити монетку, аби повернутись до міста Лева). Навпроти нього — вільний стілець, на спинці якого коротко написана історія виникнення гасової лампи.
Сидячи на стільці, мимоволі задумуєшся — а де ж Ігнатій Лукасевич? А він перехилився через вікно другого поверху кам'яниці і махає рукою, стараючись привернути увагу Яна Зега, який спостерігає за львів'янами та гостями міста.

## Історія виникнення гасової лампи
До середини XIX століття для освітлення широко вживалися оливні лампи, паливом у яких була олива (дешевий ґатунок оливкової олії) або тваринні жири. 1853 року, у Львові працівники аптеки Петра Міколяша «Під золотою зіркою», Ігнатій Лукасевич та Ян Зег розробили методику дистиляції й очищення нафти. Тепер можна було розпочати виробництво гасу, або «нової камфіни», як називав гас Лукашевич. У грудні 1853 року Й. Зег отримав австрійський патент. Цього ж року Зег відкрив у Львові перше невелике нафтопереробне підприємство.
Перші досліди з гасницями супроводжувались потужними вибухами. Місцевий бляхар Адам Братковський вдосконалив винахід, придумавши систему регулювання ґноту у лампі та скляну оболонку. У березні 1853 року така гасова лампа освітлювала вітрину аптеки «Під золотою зіркою», а 31 липня цього ж року при світлі гасниць львівський хірург Загорський провів нічну екстрену операцію. У Відні гасовими лампами освітлювали вокзал та лікарню, згодом таку лампу почали називали «віденською».
Після цього гас у Львові використовували щораз ширше, але через неправильне його вживання виникало багато пожеж, під час яких загинула жінка Івана Зега із сестрою. Зламаний цим горем,  Зег залишивши Львів і працював у Бориславській аптеці. Помер видатний львівський винахідник гасу в 1897 році.
Ігнатій Лукасевич майже до кінця життя досліджував нафту. В 1854 році заснував першу в Європі нафтову свердловину в селі Полянка біля Кросна.
Так почалася ера нафти. Річний видобуток нафти становив 860 тонн, через сто років — 500 млн тонн, а в кінці 60-х років минулого століття — 2 млрд тонн.